# Инчиза Скапачино
Инчиза Скапачино (на италиански: Incisa Scapaccino) е село и община в Северна Италия с 2290 жители (към 31 декември 2010) в провинция Асти (AT), регион Пиемонт.
В околностите на Инчиза-Скапачино се произвежда виното „Асти Спуманте“ от тамянка.
През древността градът е център на графство, което през 1191 г. император Хайнрих VI дава на Бонифаций Монфератски.